# Pays de Cocagne
Pour les articles homonymes, voir Cocagne.
Ne doit pas être confondu avec Mât de cocagne.
 (janvier 2010).
Si vous disposez d'ouvrages ou d'articles de référence ou si vous connaissez des sites web de qualité traitant du thème abordé ici, merci de compléter l'article en donnant les références utiles à sa vérifiabilité et en les liant à la section « Notes et références ».
Le pays de Cocagne est, dans l'imaginaire de certaines cultures européennes, une sorte de paradis terrestre, une contrée miraculeuse où la nature déborde de générosité pour ses habitants et ses hôtes. Loin des famines et des guerres, Cocagne est une terre de fêtes et de bombances perpétuelles, où l'on prône le jeu et la paresse, et où le travail est proscrit.

## À l'origine de l'expression «pays de Cocagne»
Dans son livre La Faim et l’Abondance, Massimo Montanari situe la naissance du mythe de Cocagne entre le XIIe et le XIVe siècle. On trouverait une des plus anciennes références dans les Carmina Burana, ces chants de clercs vagabonds rebelles et défroqués qui célébraient le vin, l'amour libre, le jeu et la débauche (les Goliards). Un personnage s’y présente comme l’abbé de Cocagne : « Ego sum abbas cucaniensis ».
En 1250 environ, un texte en ancien français intitulé le Fabliau de Coquaigne décrit ce pays de fêtes continuelles, du luxe et d’oisiveté, où plus on dort et plus on gagne. Il reprend le conte de 71 vers en moyen néerlandais Dit is van dat edele lant von Cockaenghen (Voici le noble pays de Cocagne).
Le pays d’abondance avait le même nom ou presque dans beaucoup de langues européennes, comme en anglais « the Land of Cockaigne », ou « Cokaygne », en italien « Cuccagna ». Les Flamands l’appelaient tantôt « Het Luilekkerland » (« pays des douces friandises »), tantôt « Kokanje », mais aussi « Cockaengen ».
L’étymologie du nom a été très discutée :
- Cocagne vient, selon les uns, du canton de Cuccagna en Italie, sur la route de Rome à Loreto ; selon d'autres, du poète macaronique Teofilo Folengo, surnommé Merlin Coccaie, qui dans ses vers aurait décrit ce pays délicieux ; ou enfin d'une fête instituée à Naples sous un nom analogue, dans laquelle on distribuait au peuple des comestibles et du vin.
- Aux Pays-Bas, on a dit qu’il venait de celui de la ville de Kockengen dans la province d’Utrecht, ou bien de l’expression « het land van de honingkoeken » : « le pays des gâteaux de miel ».
- Le mot anglais « cockaigne » serait attesté dès 1305 environ, issu de l’ancien français « coquaigne ». Lui-même est d’origine obscure : provient-il de mots hérités du latin « coquere », « cuisiner » (par exemple l’anglais « to cook ») ou bien d’autres mots germaniques désignant les gâteaux, comme l’anglais « cake », le wallon « couque », etc ?
- Le chemin de Cocaigne allait du Cotentin jusqu'en Gascogne en direction de Saint-Jacques-de-Compostelle.

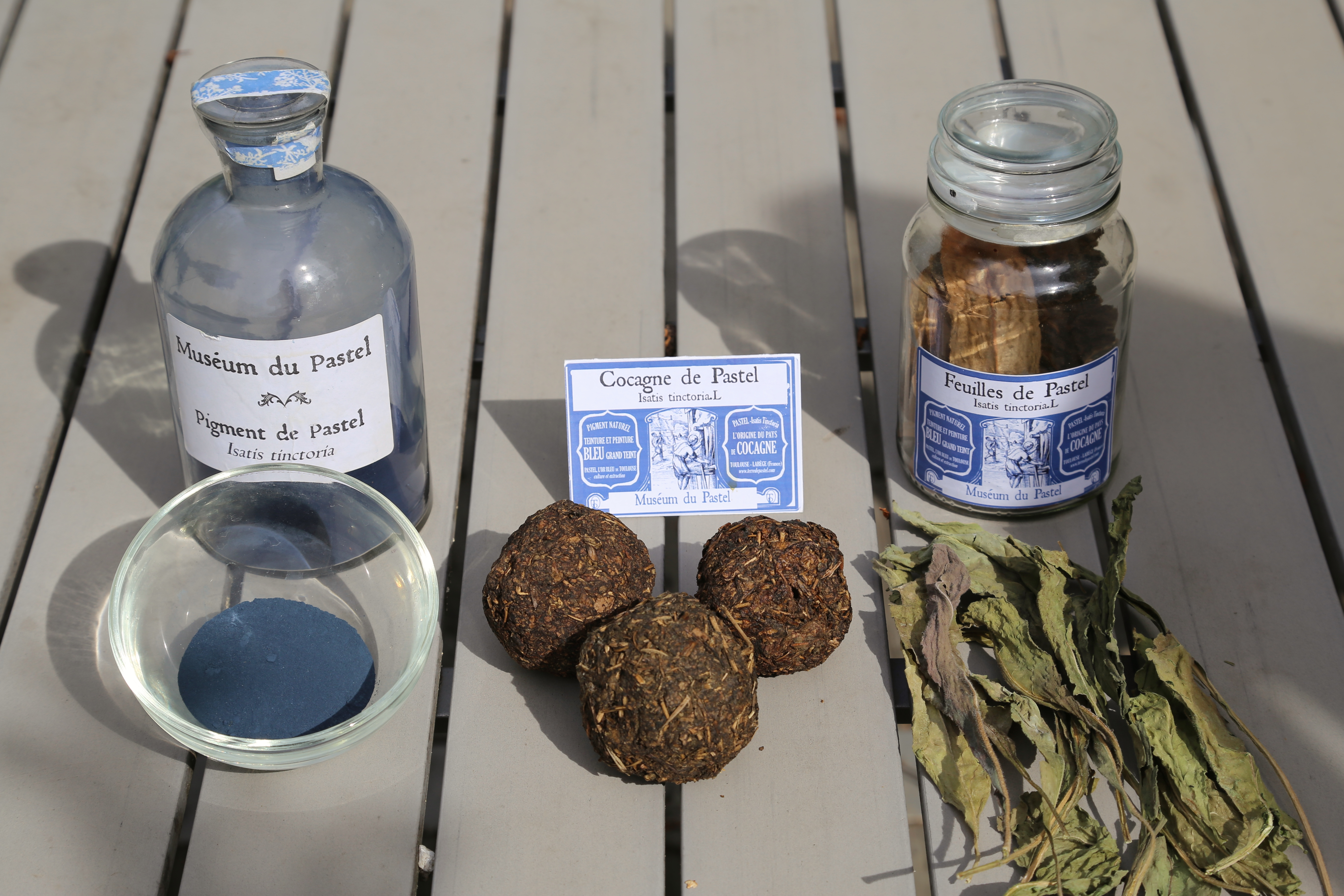
Les boules de cocagne étaient une étape emblématique de la production du bleu pastel.

- Le terme pourrait également dériver de coque, cocagne ou coquaigne, qui désignait une boule de feuilles écrasées et compactées à la main par les cultivateurs d'une plante appelée le pastel, et qui était fabriquée dans le Lauragais et l'Albigeois du XVe au XVIIe siècle. Sa zone de culture se trouvait dans le triangle Albi-Carcassonne-Toulouse. De cette plante était extraite une teinture bleue, d'où la couleur appelée « bleu pastel » ou « bleu de Cocagne ». La cocagne était ensuite mise à sécher et était vendue aux fabricants de teinture à un cours tellement élevé que toute la filière du pastel devint extrêmement riche. L'expression « pays de Cocagne » pourrait évoquer la richesse de cette région. Le mot cocagne viendrait lui-même du provençal coca « coque » ou « gâteau »[2].

## Survivance actuelle
De nos jours, l'expression reste particulièrement présente non seulement dans le langage (dialecte picard, ch'ti, champenois...) mais aussi dans l'imaginaire du Nord de la France. Interrogé sur le « pays de Cocagne », une partie de cette population évoque pour 44 % le Sud-Ouest, 15 % l'Italie (dont 31 % la Toscane), 6 % la Provence.
Le mot reste présent dans le nom du mât de cocagne, attraction traditionnelle dans les fêtes de village. C'est un poteau savonné en haut duquel on accroche des jambons, des bouteilles et autres friandises que les jeunes montaient décrocher à leurs risques et périls, et au grand amusement de la foule.

### Pays de Cocagne dans le Tarn
Une partie du département du Tarn, entre Mazamet et Toulouse, a gardé de l'époque de la production du pastel le nom de « Pays de Cocagne ». La communauté de communes du Pays de Cocagne a été fondée en 2000 puis dissoute le 31 décembre 2012 et en partie reprise en 2013 par la Communauté de communes Tarn-Agout.
En 2015, les communautés de communes Tarn-Agout, Sor et Agout, et Lautrecois-Pays d'Agout forment ensemble un PETR, présidé par Bernard Carayon, qui prend le nom de « Pays de Cocagne ». Son territoire couvre 1 022 km2 sur 75 communes, et compte 68 000 habitants.

## Représentation culturelle

### Une interprétation picturale:Le Pays de Cocagnede Bruegel l'Ancien

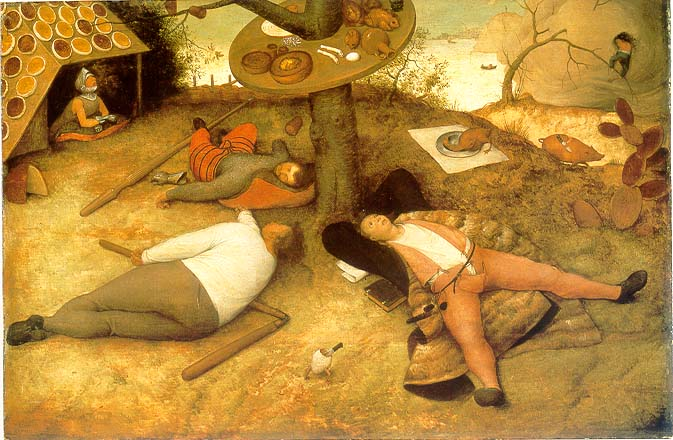
Le Pays de Cocagne, par Pieter Brueghel l'Ancien (1567-1569)

En 1567, peut-être alors même que Bruxelles était déjà mise à feu et à sang par le duc d'Albe et ses 60 000 soldats, venus au nom de Philippe II d'Espagne persécuter l’hérétique anabaptiste, le protestant luthérien ou calviniste et mater la révolte des Gueux, Pieter Bruegel se réfugiait dans la peinture de son Pays de Cocagne.
Le tableau montre trois personnages endormis ou somnolents, repus, sous un arbre qui porte une table couverte de mets. Un clerc, un chevalier et un paysan y représentent les trois ordres de la société médiévale : le clergé, la noblesse d’arme et la paysannerie, tous trois ici égaux dans l’abondance et la quiétude opulente.
Les frontières terrestres du Pays de Cocagne sont faites de montagnes de bouillie ou de gelée. Une fois arrivé dans cette contrée paradisiaque, on peut s’attendre à ce que les cailles nous tombent toutes rôties dans le gosier, comme le fait le soldat situé à gauche du tableau, bouche grande ouverte, et néanmoins protégé par un toit couvert de tartes. On y voit des oies qui viennent se jeter toutes cuites sur les plats, des cochons qui accourent vers nous lardés d’un couteau et des cactus formés de galettes, des œufs à la coque qui courent…
Ici les soldats ont déposé leurs armes, les agriculteurs leur fléau, les étudiants se couchent sur leurs livres, pour une trêve perpétuelle sous les auspices d’une nature généreuse. Le pays de Cocagne peut être vu comme une expression de l’aspiration à la prospérité universelle, à la paix et à l’égalité, un paradis terrestre, une utopie.

### Dans la littérature
- The Land of Cokaygne est un poème satirique mettant en scène des moines corrompus menant une vie de luxure dans le pays de Cocagne. Il fait partie des seize Poèmes de Kildare (en), écrits dans un dialecte irlandais du moyen anglais et datés du milieu du XIVe siècle.
- Le Disciple de Pantagruel (XVIe siècle), attribué à Jehan d'Abundance, reprend des éléments du mythe, les voyageurs parcourant des îles où la nourriture jaillit à profusion sans effort, comme des oies grillées qui tombent du ciel[5].
- Un conte de Grimm évoque le pays de Cocagne sous son nom allemand : Das Märchen vom Schlauraffenland[6] (traduit en Le Conte du Pays de Cocagne (de) ; KHM 158, 1819). Il s'agit d'une description d'un « monde inversé », inspiré d'un poème en moyen-haut allemand du XIVe siècle basé sur le principe de la « menterie », mais qui n'évoque pas Cocagne à l'origine[7].
- Le conte 85 du Livre des contes de Ludwig Bechstein, paru en 1845, porte le même titre et en constitue une variante.
- Dans Les Aventures de Pinocchio, roman écrit en 1881 par l'Italien Carlo Collodi, Pinocchio visite une contrée appelée « Pays des jouets (it) ». Elle est présentée comme étant un pays de Cocagne.
- Heinrich Mann (frère aîné de Thomas Mann), écrit en 1900 Im Schlaraffenland (Au pays de Cocagne, traduit en français chez Paul Ollendorff, 1900).
- Charles Baudelaire écrit, dans Le Spleen de Paris, publication posthume de 1869, un poème en prose nommé L'invitation au voyage où il parle et fait l'éloge d'un « pays superbe, un pays de Cocagne ». Il décrit ce pays comme « l'Orient de l'Occident, la Chine de l'Europe »

- Série de cartes postales dessinées par Oskar Herrfurth (en), illustrant la riche contrée décrite dans Le Conte du Pays de Cocagne (de) de Ludwig Bechstein.

Série de cartes postales dessinées par Oskar Herrfurth, illustrant la riche contrée décrite dans ' de Ludwig Bechstein.
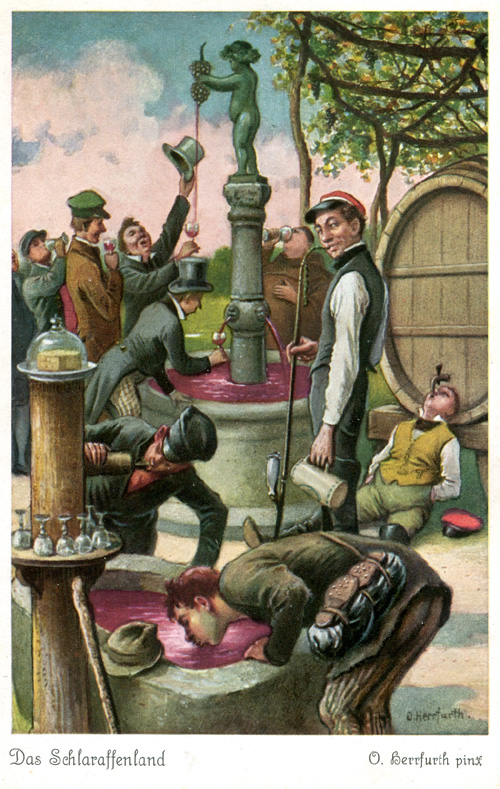
Carte n° 1 montrant des fontaines du pays de Cocagne (Schlaraffenland) d'où coulent le meilleur vin.
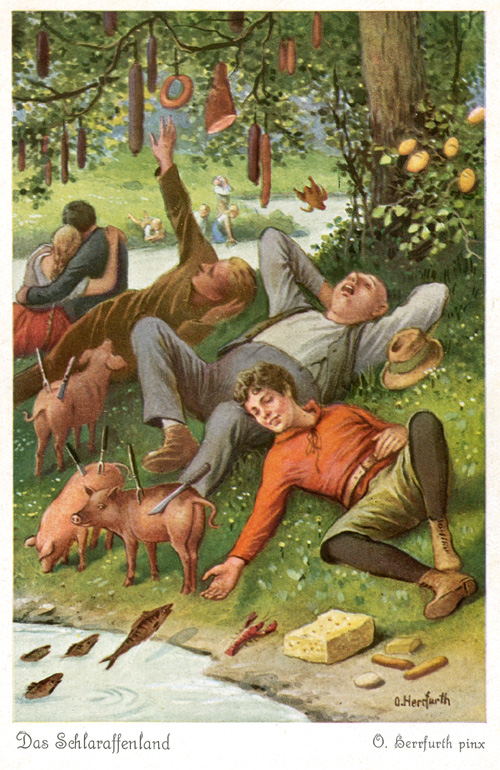
Carte n° 2 montrant que dans ce pays, il suffit de tendre la main ou d'ouvrir la bouche pour que la nourriture arrive toute prête.
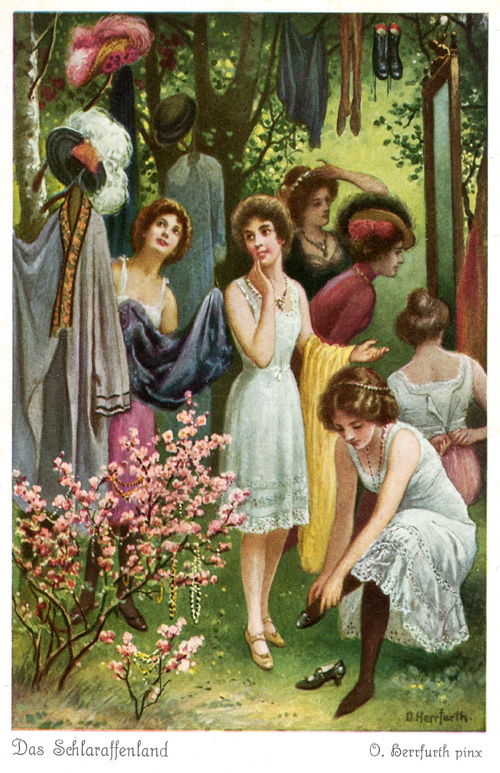
Carte n° 3 figurant des femmes ravies de voir les plus beaux vêtements et bijoux fournis par les plantes d'une forêt.
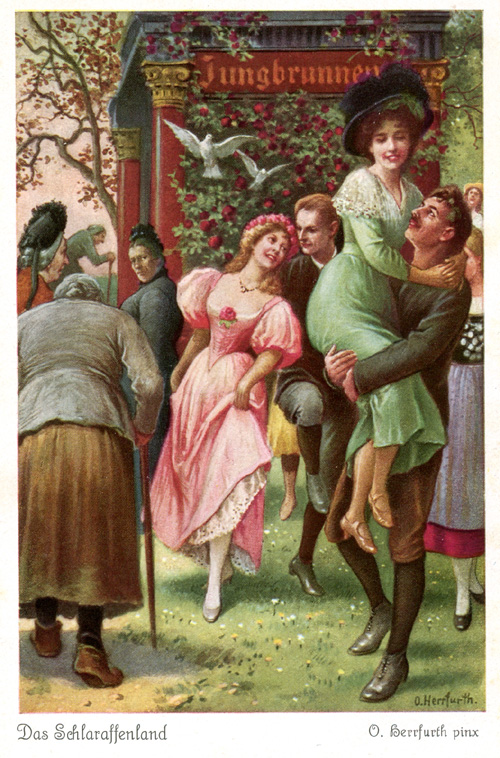
Carte n° 4 illustrant le rajeunissement de vieilles femmes grâce à la Jungbrunnen (fontaine de Jouvence) ou Altweibermühle (de) (moulin des vieilles femmes).
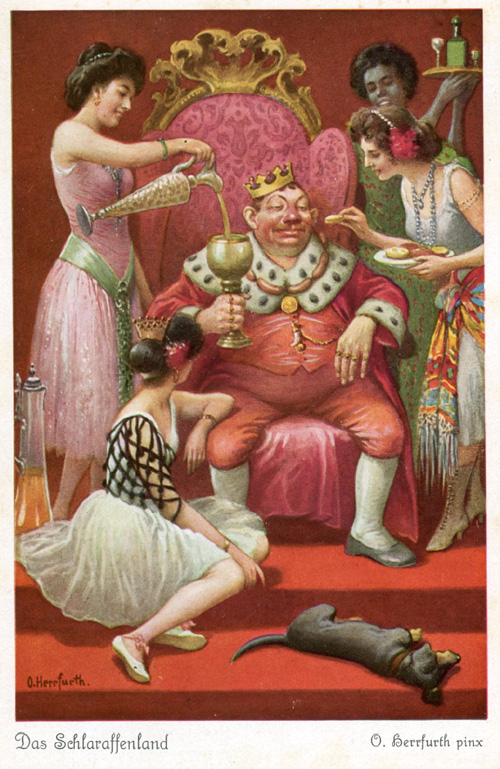
Carte postale n° 5 montrant que devient roi du pays celui qui est le plus vorace et le plus paresseux.
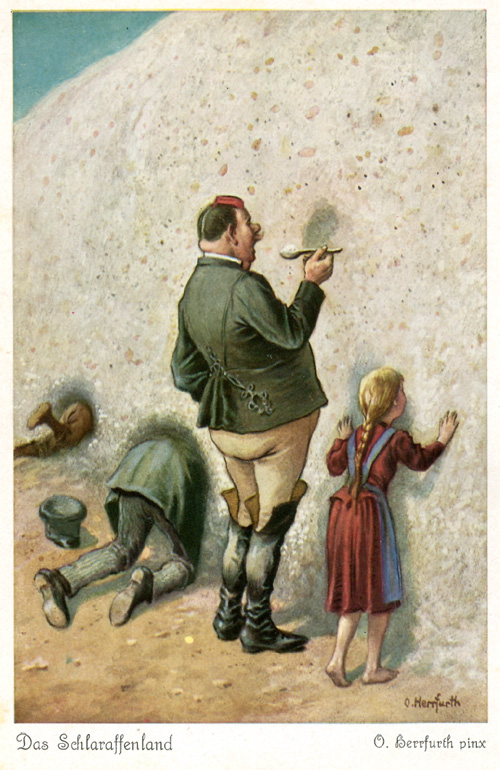
Carte postale n° 6 expliquant que pour parvenir au pays, il faut frayer un chemin à travers une montagne de riz bouilli.

### Dans la musique
En 1901, dans l'ouverture de concert Cockaigne, Edward Elgar décrit une place londonienne idéalisée.
En 1958, dans la chanson Les Gitans, Dalida chante : « Chante, Gitan, ton pays de Cocagne ».
En 1965, Serge Rezvani écrit la chanson interprétée par Jeanne Moreau, La Vie de cocagne.
En 1992, dans la chanson Je vais à Bang Bang, le groupe Les Innocents énonce que « mon pays de Cocagne, il est entre deux trains ».
En 1996, dans la chanson Quassù, le groupe corse Diana di l'Alba y fait référence : « Istu paese di Cuccagna » (Ce pays de Cocagne).
En 2000, le groupe Guillemer sort L'Escale dont la chanson Akka fait mainte fois référence au navire Akka en ces termes: « C'est une cigogne d'un pays de cocagne voguant sur la mer de Bretagne ».
En 2013, le groupe Zoufris Maracas sort un Extended Play, Cocagne, comme le titre de son premier morceau.
En 2015, dans la chanson Je M'en Irai, David TMX « S'exile dans le pays de Cocagne ».
En 2016, dans la chanson On vous rassure, le groupe Tryo évoque des personnes qui « dans la pénombre, pleine campagne, se sentent isolés dans leur pays de Cocagne ».
En 2017, dans la chanson Tôt le matin, Gaël Faye « rêve d'un pays de Cocagne ».
Georges Brassens a écrit la chanson Je bivouaque au pays de Cocagne mise en musique par Joël Favreau.

### Au cinéma
En 1995, dans le film d'animation Pocahontas de Disney, le héros John Smith parle du Nouveau monde comme de « cette terre de Cocagne ».
Pays de cocagne est le titre d'un film français documentaire réalisé par Pierre Étaix et sorti en 1970.

### Dans le spectacle vivant
Le Roi de Cocagne (1718), pièce de Marc-Antoine Legrand.

### En politique
Le 8 Janvier 2025, Brigitte Macron, mentionne le pays de Cocagne lors de son intervention au journal télévisé de 13 heures de TF1. Lançant la campagne de collecte de l'Opération Pièces jaunes 2025 aux côtés de Didier Deschamps, Brigitte Macron déclare qu'à l'étranger « la France paraît un pays de Cocagne où on a la santé, on a l'éducation, on est aidé, on a tout. »,.

## Galerie

Carte allégorique du pays de Cocagne, 1700.
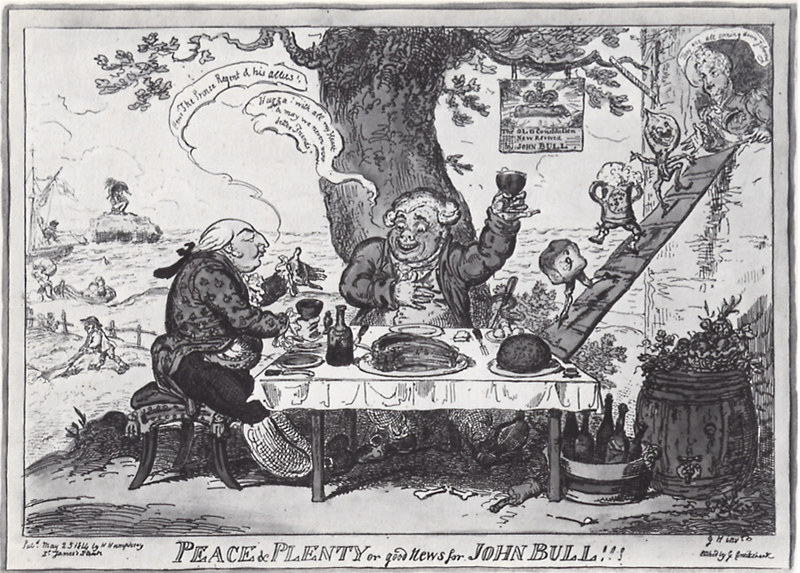
Caricature de George Cruikshank inspirée du pays de Cocagne, Peace & Plenty or good News for John Bull!, 25 mai 1814.

### Sources primaires
Version française d'environ 1250 :
- « De Cocaigne », Veikko Väänänen (éd), in Id., « Le « fabliau » de Cocagne. Le motif du pays d'abondance dans le folklore occidental », Neuphilologische Mitteilungen, 48, 1947, p. 20-29.

Version anglaise d'environ 1275-1325 :
- « The Land of Cokayne », in Charles William Dunn et Edward Byrnes (éd.), Middle English Literature, New York ; Londres, Garland, 1990, p. 188-192.

Version allemande de la fin XIIIe ou début XIVe siècle :
- « So ist diz von Lügenen », in Elfriede Marie Ackermann, Das Schlaraffenland in German Literatur and Folksong : Social Aspects of an Earthly Paradise, with an Inquiry into its History in European Literatur, Chicago, University of Chicago, 1944, p. 143-144.

Décaméron italien de 1349-1353 de Boccace évoquant le pays imaginaire de « Boustifaille » :
- Boccace, Le décaméron, Giovanni Clerico (trad.), Paris, Gallimard, 2016, p. 647.

Version allemande d'environ 1355 :
- « Das Wachtelmaere », in Elfriede Marie Ackermann, Das Schlaraffenland in German Literatur and Folksong : Social Aspects of an Earthly Paradise, with an Inquiry into its History in European Literatur, Chicago, University of Chicago, 1944, p. 150-151.

### Littérature secondaire

#### Ouvrages
- Jean Delumeau (dir.), La Mort des pays de Cocagne : Comportements collectifs de la Renaissance à l'Âge classique, Paris, Université de Paris, 1976.
- Franco Junior Hilario, Cocagne : Histoire d'un pays imaginaire, Paris, Arkhê, 2013.
- Olga Urevna Silantieva, Le Pays de Cocagne et le Schlaraffenland dans la littérature française et allemande aux XVIIIe et XIXe siècles, Saint-Denis, Université de Paris 8, 2010.

#### Chapitres d'ouvrages
- Guy Borgnet, « Le pays de Cocagne dans la littérature allemande. Des origines à Hans Sachs », in Danielle Buschinger et Wolfgang Spiewok (éd), Gesellschaftsutopien im Mittelalter. Discours et figures de l'utopie au Moyen Âge, Greifswald, Reineke, 1994, p. 15-18.
- Luisa Del Guidice, « Mountains of Cheese and Rivers of Wine : Pesi du Cuccagna and Others Gastronomic Utopias », in Ead. et Gerald Porter (éd.), Imagined States. Nationalism, Utopia and Longing in Oral Cultures, Logan, Utah State University Press, 2001, p. 11-63.
- François Delpech, « Aspects des pays de Cocagne. Programme pour une recherche », in Jean Lafond et Augustin Redondo (éd.), L'Image du monde renversé et ses représentations littéraires et para-littéraires. De la fin du XVIe siècle au milieu du XVIIe, Paris, Librairie philosophique J. Vrin, 1979, p. 35-48.
- Juliette Dor, « Carnival in Cokaygne : The Land of Cokaygne in Medieval English Literature », in Danielle Buschinger et Wolfgang Spiewok (éd), Gesellschaftsutopien im Mittelalter. Discours et figures de l'utopie au Moyen Âge, Greifswald, Reineke, 1994, p. 39-49.
- Peter Dronke, « The Land of Cokaygne : Three Notes on the Latin Background », in Christopher Cannon et Maura Nolan (éd.), The Medieval Latin and Middle English Literature. Essays in Honour of Jill Mann, Suffolk, Boydell and Brewer, 2011, p. 65-75.
- Arno Gimber, « Le pays de Cocagne dans les littératures européennes au Moyen Âge. De l'utopie renversée et de la contre-utopie. Quelques comparaisons », in Danielle Buschinger et Wolfgang Spiewok (éd), Gesellschaftsutopien im Mittelalter. Discours et figures de l'utopie au Moyen Âge, Greifswald, Reineke, 1994, p. 51-63.
- Jacques Le Goff, « Cocagne », in Id., Héros et Merveilles du Moyen Âge, Paris, Seuil, 2005, p. 110-119.
- Karma Lochrie, « Somewhere in the Middle Ages : The Land of Cocagne, Then and Now », in Ead., Nowhere in the Middle Ages, Philadelphie, University of Pennsylvania Press, 2016, p. 49-88.
- Jean-Charles Payen, « Fabliaux et Cocagne : abondance et fête charnelle dans les contes plaisants du XIIe et XIIIe siècles », in Gabriel Bianciotto et Michel Salvat (éd.), Épopée animale, fable, fabliau. Actes du IVe colloque de la Société internationale renardienne, Évreux, 7-11 septembre 1981, Paris, Presses universitaires de France, 1984, p. 435-448.

#### Articles
- Lucie Blanchard, « Le pays de Cocagne », Sociétés réelles, sociétés rêvées : Une histoire de l'utopie [site internet], Poitiers, Université de Poitiers, consulté le 12.02.2020.
- Guy Demerson, « Cocagne, utopie populaire ? », Revue belge de philologie et d'histoire, 59, 1981, p. 529-553.
- Franco Junior Hilario, « Hésitations utopiques entre le libre arbitre et le consensus : l'exemple de la Cocagne », Revista Morus : Utopia e Renascimento, 8, 2012, p. 149-162.
- Jacques Le Goff, « L'Utopie médiévale : le pays de Cocagne », Revue européenne des sciences sociales, 27, 1989, p. 271-286.
- Eliana Magnani, « Hilário Franco Junior, Cocanha. A história de um país imaginário », Médiévales, 20, 2001, p. 165-167.